# 花巻城
花巻城（はなまきじょう）は、岩手県花巻市花城町にあった日本の城。古くは鳥谷ヶ崎城（とやがさきじょう）と呼ばれた。花巻市指定史跡（本丸跡）。盛岡藩の花巻郡代歴代の居城であり、関ヶ原の戦いの際にこの城で行われた花巻城の夜討ちは地元民や岩手県民の語り草となっている。

## 歴史・沿革
花巻城の地は、「内史略」や「奥羽永慶軍記」等には、前九年の役の安倍頼時の城柵と伝えられている。稗貫氏は室町時代には十八ヶ城（稗貫郡宮野目村）を本城としていたが、戦国期の享禄年間に本城を鳥谷ヶ崎（稗貫郡花巻村）に移した。周辺には八重畑館や大瀬川館など同じ稗貫一族の城郭が複数あった。

### 和賀・稗貫氏の一揆
天正18年（1590年）、豊臣秀吉の奥州仕置によって稗貫氏は没落し、鳥谷ヶ崎城には秀吉の代官浅野長政が入部、長政帰洛ののちは同族浅野重吉が目代として駐留した。しかし同年の冬、旧領を奪還しようとする和賀氏と稗貫氏が一揆を起こした（和賀・稗貫一揆）。これによって、鳥谷ヶ崎城を含め稗貫氏の旧領も和賀・稗貫勢の手に渡ったが、翌天正19年、再仕置軍の侵攻により一揆は鎮圧された。同年中に稗貫郡は南部領と決められ、南部信直の代官北秀愛が城代として入り、城の改修が行われ、名称も花巻城と改められた。
天正20年（1592年）の諸城破却書上には、「鳥谷崎 平城 南部主馬助 持分」とある。
慶長3年（1598年）に北秀愛が死去し、かわって父の北信愛が城代となる。同5年（1600年）に南部氏が慶長出羽合戦へ出陣している隙を狙い、和賀忠親が旧領・和賀郡の奪還を目指して一揆を起こした（岩崎一揆）。和賀勢は花巻城や、大瀬川館など周辺諸城を攻め、花巻城の三の丸、二ノ丸を攻略して本丸に迫ったが、援軍を得た北信愛はそれを撃退した。

### 江戸時代
北松斎は慶長18年（1613年）に死去するまで花巻城および城下町の整備に努めた。その後、南部利直は次男政直に2万石を与え花巻城主とし、政直は花巻城を近世城郭として完成させた。その際に本丸に二層二階の櫓や多くの重層の城門が建てられた。一国一城令ののちも南部の抱え城として認められた。政直急死以後は城代が置かれ、花巻城は和賀・稗貫二郡を統括する政治の中心地となったが、明治2年（1869年）に廃城となって取り壊された。

## 考古資料

### 遺構
現在、建造物の遺構として残るのは円城寺門と時鐘堂（どちらとも花巻市有形文化財）だけであるが、城跡では本丸跡が昭和63年（1988年）9月1日に市指定史跡に指定されている。近年西御門が復元され、その周辺は歴史公園として整備されている。
円城寺門は、慶長19年（1614年）藩主南部利直の命により花巻城主となった南部政直が、和賀氏の居城であった飛勢城の追手門を移築し、花巻城三の丸搦手の円城寺坂に建てたので、円城寺門と命名された。江戸時代に4回ほど修築が行われ、その後も2回屋根の葺き替えが行われた。廃藩後の明治4年（新暦1871年/1872年）の花巻城取り壊しの時に北上市更木の福盛田氏に払い下げられ、解体して北上川を船で下り、自邸の門とした。昭和7年（1932年）に福盛田氏より花巻市の平野立乾（軍医）がこの門を買い、鳥谷ヶ崎神社境内東南隅に移設した。その後、老朽化の為大きく壊れていったが、昭和36年（1961年）に花巻市の助成金を受け、神社の東南口の現在地に復元移設された。